# Giraffa pygmaea
Giraffa pygmaea es una especie extinta de jirafa perteneciente a la familia Giraffidae.

## Fósiles encontrados
- Cuaternario: 11 en Kenia y 2 en Tanzania
- Plioceno-Pleistoceno: 1 en Etiopía, 7 en Kenia y 1 en Malawi.
- Plioceno: 4 en Kenia y 1 en Malawi.[3]